# Conselho da Revolução
O Conselho da Revolução foi um órgão do Estado português com poderes político-legislativos e jurisdicionais instituído a 14 de março de 1975 pela Assembleia do Movimento das Forças Armadas, sucedendo à Junta de Salvação Nacional e ao Conselho de Estado, visando atingir o mais rapidamente possível os objectivos constantes do programa desse movimento e garantir ao povo português a segurança, a confiança e a tranquilidade que lhe permitissem continuar com determinação a reconstrução nacional.
A sua institucionalização como órgão de soberania foi consagrada na Constituição de 1976. Foi extinto a 30 de setembro de 1982 pela primeira revisão constitucional e as suas competências foram então distribuídas pela Assembleia da República, o Governo, o Tribunal Constitucional e o Conselho de Estado.

## Constituição e competências
Inicialmente era constituído pelo Presidente da República, pelos Chefe e Vice-Chefe do Estado Maior General das Forças Armadas, pelos Chefes de Estado Maior do Exército, Armada e Força Aérea e por mais catorze militares (entre eles o  o comandante adjunto do Comando Operacional do Continente), além do Primeiro-Ministro, caso se tratasse de um militar.
Nos termos estabelecidos no pacto firmado entre o Movimento das Forças Armadas e os partidos políticos, o Conselho da Revolução mereceu enquadramento constitucional na Constituição da República Portuguesa de 1976, passando as normas que regulavam a sua função, estrutura e competências a constituir os artigos 142.º a 149.º integrados no Título III da Lei Fundamental portuguesa.
O Conselho da Revolução funcionava como conselho do Presidente da República (como o actual Conselho de Estado) e como garante do regular funcionamento das instituições democráticas e do cumprimento da constituição, no que se constituía como um verdadeiro tribunal constitucional. Tinha ainda a capacidade de legislar em matéria militar, aprovando leis e decretos-lei, e de aprovar tratados e acordos internacionais (artigo 148.º da Constituição, na versão de 1976).
No âmbito das suas competências como conselho do Presidente da República, o Conselho da Revolução, para além de o aconselhar, tinha o poder de o autorizar a declarar a guerra e a fazer a paz, autorizar a declaração do estado de sítio e do estado de emergência, autorizar as suas ausência do território nacional e declarar a sua impossibilidade física permanente e verificar os seus impedimentos temporários.
Com estas competências, o Conselho da revolução era um verdadeiro órgão de tutela militar do poder político, exercendo poderes paralelos aos do Parlamento, podendo mesmo, em muitos casos, tutelar a actividade daquele órgão de soberania.

## Membros dos Conselho da Revolução
Segundo o decreto N.º 137-A/75 de 17 de março, a composição do CR era a seguinte:
- General Francisco da Costa Gomes, Presidente da República e Chefe do Estado-Maior-General das Forças Armadas;
- Brigadeiro Vasco dos Santos Gonçalves, Primeiro-Ministro;
- Vice-almirante José Pinheiro de Azevedo, Chefe do Estado-Maior da Armada;
- General Carlos Alberto Idães Soares Fabião, Chefe do Estado-Maior do Exército;
- General Narciso Mendes Dias, Chefe do Estado-Maior da Força Aérea;
- Vice-almirante António Alva Rosa Coutinho, membro da extinta Junta de Salvação Nacional;
- General Aníbal José Coentro de Pinho Freire, idem;
- General Nuno Manuel Guimarães Fischer Lopes Pires, idem;
- Brigadeiro Otelo Nuno Romão Saraiva de Carvalho, comandante adjunto do COPCON;
- Tenente-coronel Manuel Ribeiro Franco Charais, da Comissão Coordenadora do Movimento das Forças Armadas;
- Capitão tenente Carlos de Almada Contreiras, idem;
- Major piloto aviador José Bernardo do Canto e Castro, idem;
- Major engenheiro de aeródromos José Gabriel Coutinho Pereira Pinto, idem;
- Capitão Vasco Correia Lourenço, idem;
- Capitão engenheiro Duarte Nuno de Ataíde Saraiva Marques Pinto Soares, idem;
- Primeiro tenente José Manuel Miguel Judas, idem;
- Contra-Almirante Vítor Crespo, idem[6];
- Capitão-de-fragata engenheiro construtor naval Manuel Beirão Martins Guerreiro, designado pelo Movimento das Forças Armadas;
- Major de infantaria Pedro Júlio Pezarat Correia, idem;
- Major engenheiro aeronáutico José Manuel da Costa Neves, idem;
- Capitão de artilharia Rodrigo Manuel Lopes de Sousa e Castro, idem;
- Primeiro tenente médico naval Ramiro Pedroso Correia, idem;
- Capitão engenheiro de aeródromos Vítor Manuel Graça Cunha, idem;
- Capitão de artilharia Manuel João Ferreira de Sousa, idem;
- Capitão engenheiro Luís Ernesto Albuquerque Ferreira de Macedo, idem;
- Tenente de infantaria António Alves Marques Júnior, idem.

## Modo de Funcionamento
O CR era composto por duas comissões, uma politica e outra militar.
A Comissão Militar tinha como funções, aconselhar os vários Estado Maior e focando-se em assuntos militares. Dela faziam parte o Presidente da Republica, Pinheiro de Azevedo, Narciso Mendes Dias, Carlos Fabião,  José Pinho Freire, Manuel Ferreira de Sousa, Marques Júnior, José Canto e Castro, Manuel Guerreiro, Nuno Lopes Pires, Pedro Pezarat Correia e Otelo.
A Comissão Política, estudo de temas políticos e responsável peãs relações com os partidos políticos. Dela faziam parte o Presidente da República, Primeiro-ministro, elementos pertencentes à coordenação do programa e ainda Ramiro Correia, Macedo, Victor Graça e Cunha e Rosa Coutinho.
Para a chefia da 5ª Divisão ficou responsável Ramiro Correia e para o estudo da 2ª Divisão fossem nomeados Carlos de Almada Contreiras, José  Pereira Pinto e Luís Ferreira Macedo.

## Extinção e substituição
A revisão constitucional de 1982 (Lei Constitucional n.º 1/82, de 30 de Setembro) extinguiu o Conselho da Revolução, ficando as funções que exercia cometidas ao Conselho de Estado e ao Tribunal Constitucional, órgãos então criados. Algumas da competências, no que respeita ao Presidente da República e de autorização legislativa, foram cometidas à Assembleia da República.